# PHP Data Object
PHP Data Object (PDO) とはPHPに拡張モジュールとして標準で提供されているデータベース抽象化レイヤであり、各種データベース(DBMS、RDBMS)への接続を抽象化する。

## 概要
2005年11月24日にリリースされたPHP 5.1.0から標準でバンドルされるようになった拡張モジュール(PECL)であり、データソース名(DSN)によって使用する内部エンジンを切り替えることで各種データベースに対する統一的なアクセスインターフェイスを提供する。
```
<?php

try
 
{

    
$pdo
 
=
 
new
 
PDO
(
"mysql:host=localhost;dbname=pdotest"
,

                   
"username"
,
 
"password"
);

}
 
catch
(
PDOException
 
$e
){

    
var_dump
(
$e
->
getMessage
());

}

?>

```

例えば、上記のコードではPDOクラスの第一引数にDSNを与えており、mysql:がMySQL或いはMariaDBに接続するための内部エンジンを使用することを表している。
この部分をpgsql:などに変更することで使用するデータベースをMySQLからPostgreSQLなどに変更することが出来る。
多くのデータベースに対応する必要のあるシステム開発や、システムを異なるデータベースに移行するときなどに、特に威力を発揮する。
またDoctrineやEloquentのようなORMライブラリの内部でデータベース接続を行うバックエンドとして利用されている。

## 機能
PDOは、以下の機能を提供している。
- INSERT・UPDATE・DELETEなどのSQLクエリの実行
- 以下の形式でのデータベースからの値の取得
  - 配列
  - オブジェクト（定義されているクラスのインスタンスの作成）
  - 同じスコープ内で有効な変数
  - 文字列
- 複数次元の配列でのすべての行の取得
- プリペアードステートメントの実行及びエミュレーション
- トランザクションの使用
- オートコミットのサポート
- テーブルのカラムの一般化機能

## プリペアードステートメントを使ったプログラム例
例えば userテーブルに変数$nameに'ウィキペディア'という文字列をSQLに挿入する例(prepareメソッド):
```
<?php

$names
 
=
 
'ウィキペディア'
;

$stmt
 
=
 
$pdo
->
prepare
(
'INSERT INTO user (name) VALUES (:name)'
);

$stmt
->
bindValue
(
':name'
,
 
$names
,
 
PDO
::
PARAM_STR
);

$stmt
->
execute
();

?>

または:

<?php

$names
 
=
 
'ウィキペディア'
;

$stmt
 
=
 
$pdo
->
prepare
(
'INSERT INTO user (name) VALUES (:name)'
);

$stmt
->
execute
([
':name'
 
=>
 
$names
]);

?>

```

## 実装までの経緯
PHPはWebアプリケーション作成の開発に適した言語であり、Webアプリケーションと連携する多くのデータベースにアクセスする機能も、モジュールとして標準で備えている。しかし、その接続するための関数とそれに渡す引数はそれぞれのデータベース毎に異なっていた。
MySQLやMariaDBではmysql_connect関数に代表されるMySQLモジュール（PHP7.0現在はmysqli_connnectに代表されるMySQLiに置き換えられた）、PostgreSQLではpg_connect関数に代表されるPostgreSQLモジュールなど、データベース毎に実装が異なっていた。また、関数に渡すパラメータなども各データベースによって異なるなど、複数のデータベースをサポートする開発者にとって多大な負担になっていた。
PHP4では、PEARの1つとして、PEAR::DBがあり、これがデータベースへのアクセス機能をまとめ、共通のAPIを提供していた。しかし、この機能はPHPスクリプトで書かれているため、速度面で遅くなりがちという欠点を抱えていた。中小規模のシステムならともかく、大規模なシステムではその速度の遅さが欠点となっていた。
そこで、PHP5からはC言語で書かれた拡張モジュールとしてPDOが作成・提供されることとなった。

## 備考
PDOはデータベースへの接続を抽象化するライブラリであり、SQLに対する抽象化は殆ど行わないことに注意が必要である。
すなわちデータベース毎の独自拡張の利用やSQL構文の差異の吸収はプログラマが手で行うか、クエリビルダやORMなどのより高度な抽象化を行うライブラリを利用する必要がある。
また、プリペアドステートメントを用いることでSQLインジェクションの脆弱性をより安全に回避することができるが、環境によっては対応が不完全で問題が発生したケースもある。